# Entrepôt Van Cutsem
L'entrepôt Van Cutsem est un édifice de style néogothique, construit en 1902 à Watermael-Boitsfort en Belgique par l'architecte Albert Roosenboom.

## Localisation
L'immeuble se dresse au no 8 de la drève des Weigélias, à hauteur du carrefour avec l'avenue des Taillis, face à la gare de Watermael célébrée par le peintre surréaliste belge Paul Delvaux et à quelques centaines de mètres des villas de style Art nouveau réalisées avenue des Taillis par l'architecte William Jelley.
Le bâtiment abrite actuellement le service social du Centre public d'action sociale (CPAS) de Watermael-Boitsfort.

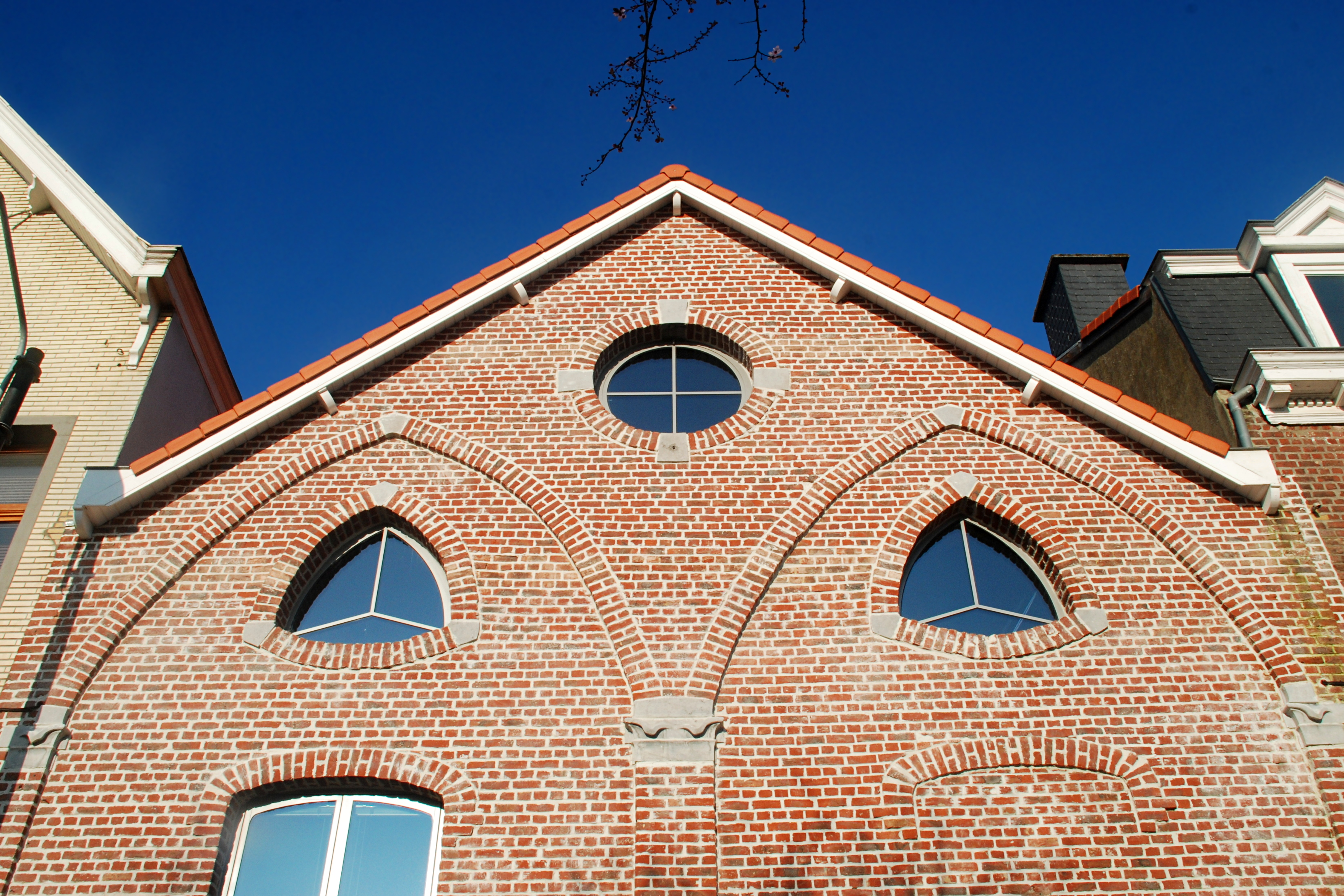
Le pignon en brique.

## Historique

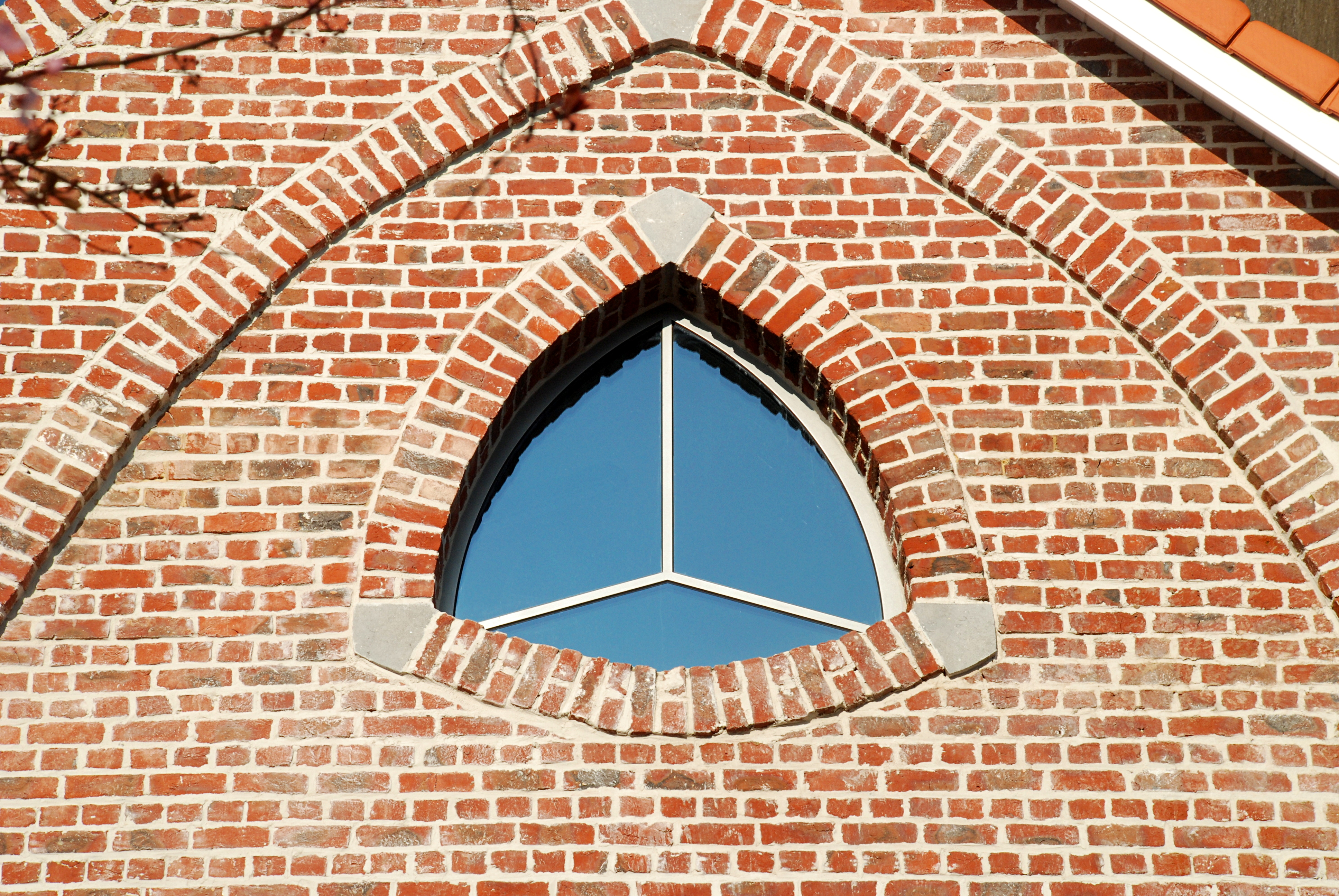
Œil-de-bœuf ogival.

L'immeuble fut construit en 1902 d'après les plans de l'architecte Albert Roosenboom,.
Il s'agit d'un ancien entrepôt à bière qui fut commandé à Roosenboom par la famille Van Cutsem qui détenait le Café de la salle d'attente de la gare de Watermael,.

## Architecture
Roosenboom s'inspira librement de l'architecture gothique.
La façade, édifiée en briques rouges sur un soubassement en pierre bleue (petit granit), doit son élan vertical à trois pilastres de briques couronnés par des chapiteaux en pierre bleue qui rappellent l'Art nouveau, le style dominant de l'époque auquel Albert Rosenboom s'est adonné par ailleurs, comme par exemple à la Maison Roosenboom à Ixelles.
Ces chapiteaux portent deux grands arcs en ogive sous lesquels sont logés deux œils-de-bœuf en arcs de cercles, que l'on pourrait décrire comme des « œils-de-bœuf ogivaux ».
Le pilastre central porte les initiales J et V du propriétaire, Jean Van Cutsem, réalisées en fer forgé.
Le pignon de brique est percé d'un grand oculus circulaire orné de quatre clés de pierre bleue.
Au rez-de-chaussée, le bâtiment était percé initialement d'une petite porte à arc surbaissé logée à la base de l'arc ogival de droite, comme le montre le plan d'origine reproduit dans la brochure Watermael-Boitsfort à la carte mais cette porte a été remplacée plus tard par une grande porte d'entrepôt sommée d'un linteau en fonte, ce qui imposa de murer la fenêtre située au-dessus de cette porte.
La partie gauche du bâtiment a, quant à elle, conservé une fenêtre à arc surbaissé au rez-de-chaussée et une au premier étage.
Selon la brochure Watermael-Boitsfort à la carte, « seul l'extérieur était de style « néo » : l'entrepôt, une vaste halle portée par des colonnes en fonte, était de conception « moderne » ».

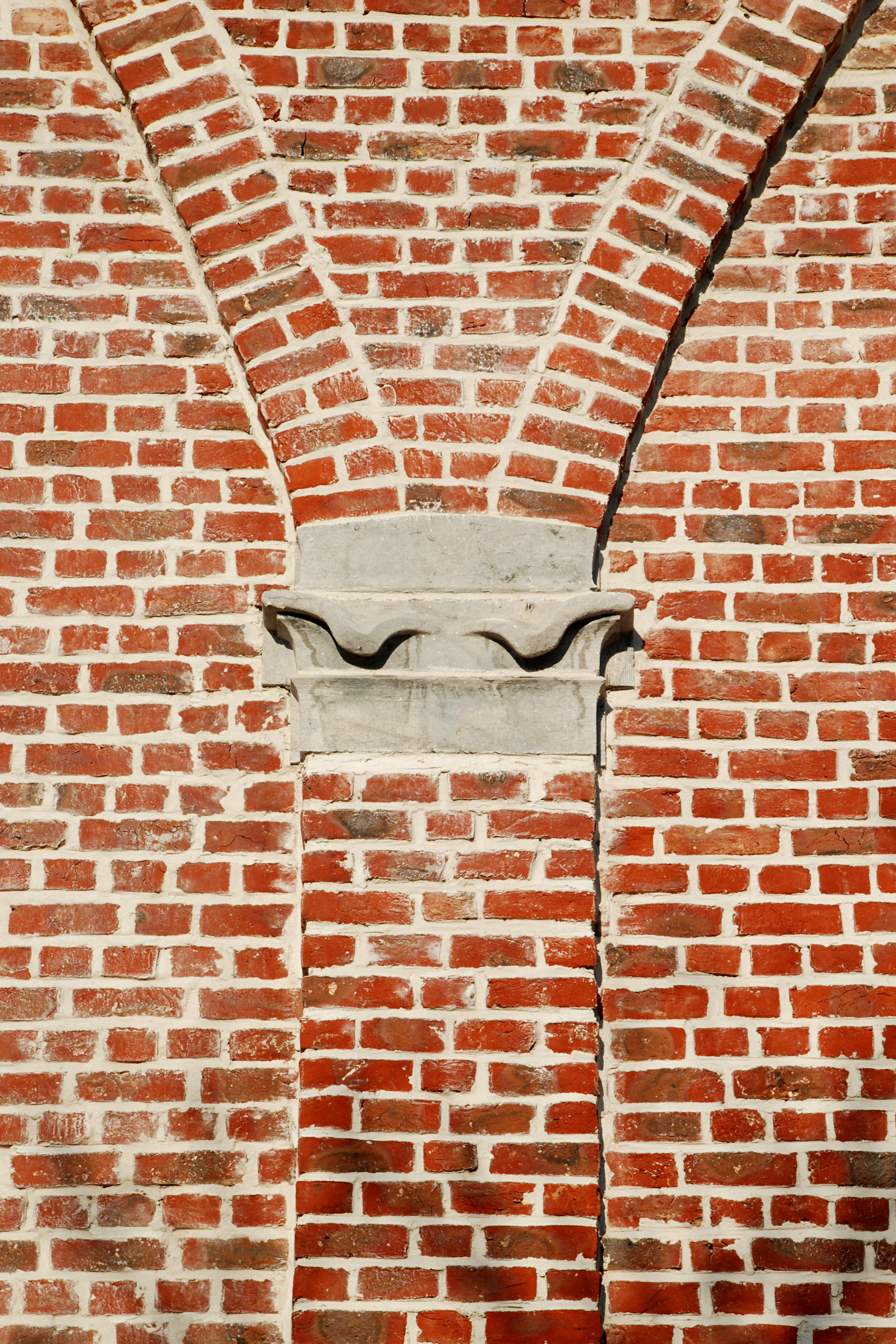
Pilastre central.
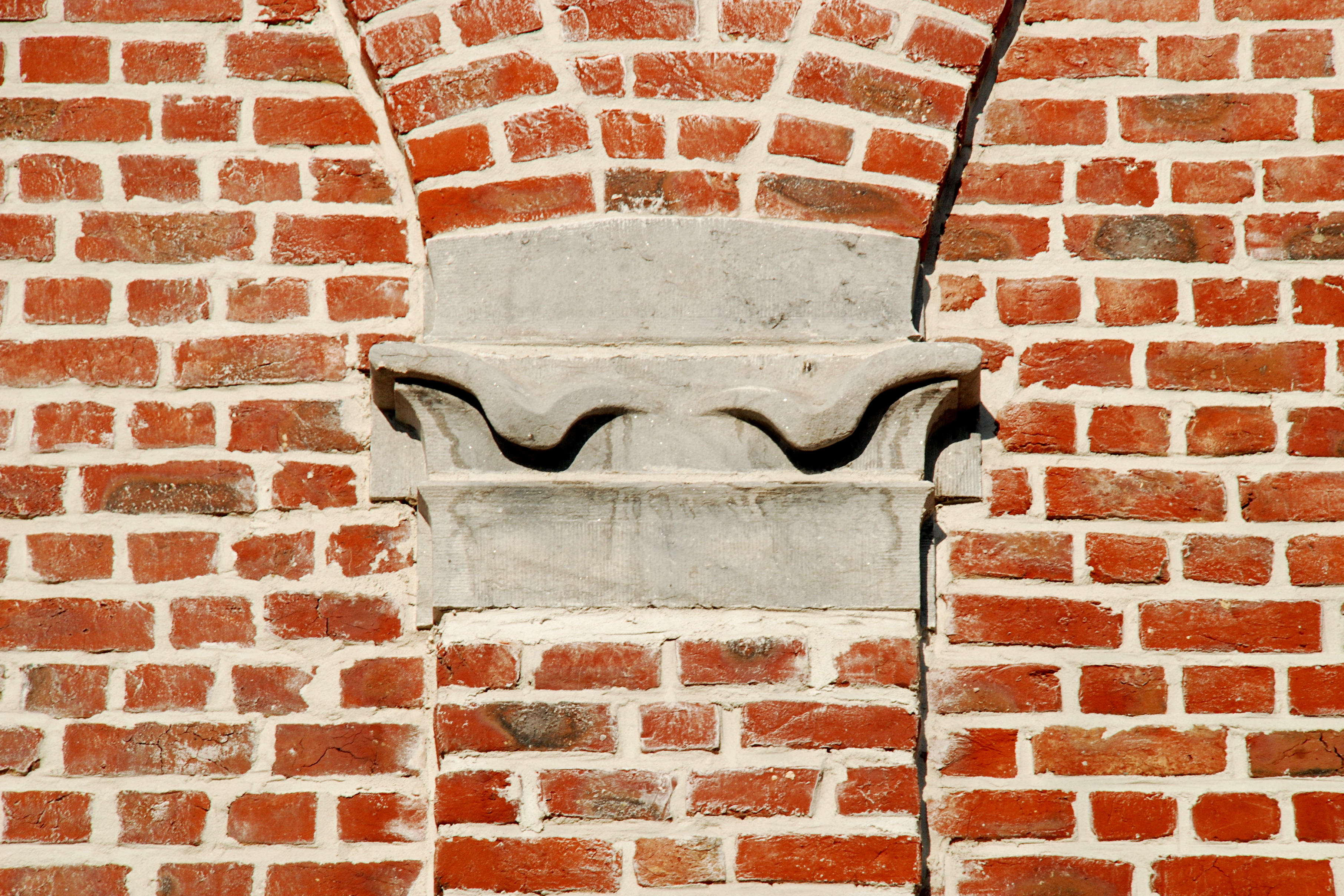
Chapiteau.
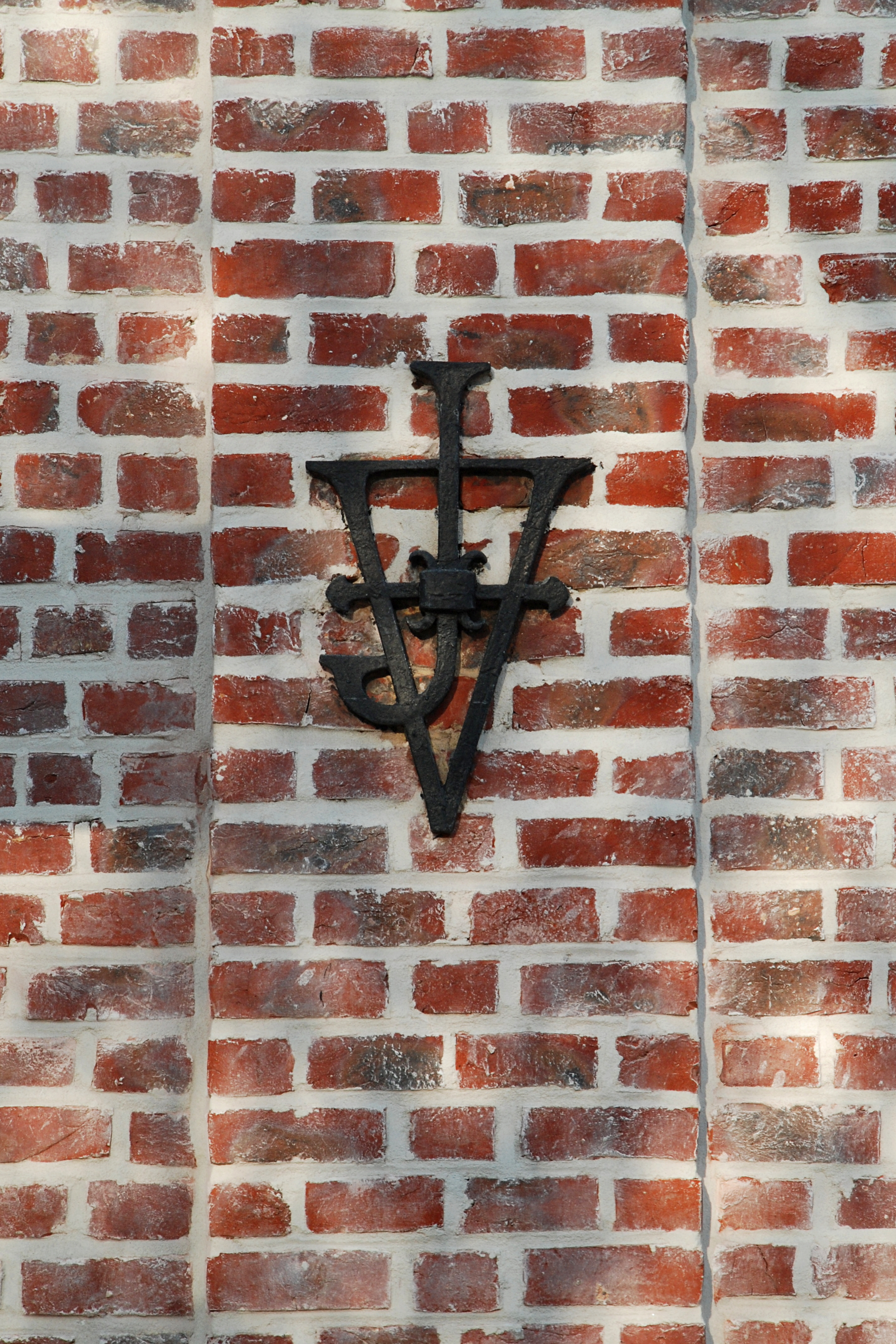
Les initiales J et V.